# Rimonim

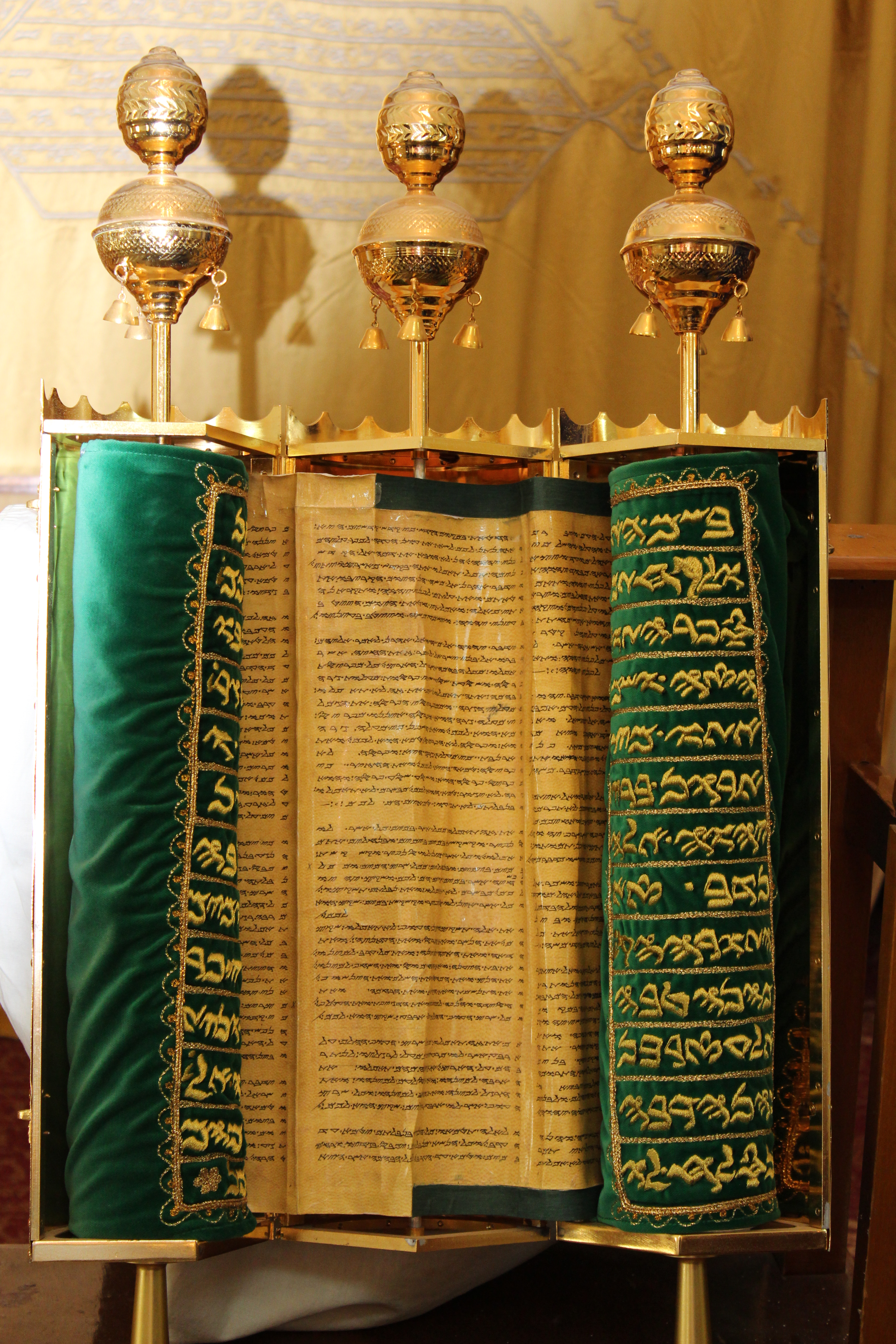

Rimonim (rimmonim) (ebraico: רִמּוֹנִיִם, lett. "melograni") o terminali della Torah sono terminali d'argento o d'oro che adornano le estremità superiori dei rulli (צי חיים Atzei Chaim) di un Sefer Torah (rotolo della Torah). Molto spesso i rimonim sono adornati con campanelle e sono molto intricati.